# Apsil dilata
Apsil dilata är en tvåvingeart som beskrevs av Malloch 1934. Apsil dilata ingår i släktet Apsil och familjen husflugor. Inga underarter finns listade i Catalogue of Life.